# Ralph Bakshi
Ralph Bakshi   (Haifa, 29 d'octubre de 1938) és cineasta i animador estatunidenc nascut a Haifa, mandat britànic de Palestina. Intentà innovar i remuntar la indústria de l'animació en un moment de declivi (dècada de 1960 i 1970). Per fer-ho possible, va ésser pioner en la creació d'animacions per adults, com és el cas de Fritz The Cat,basat en el personatge de còmic de Robert Crumb. També va fer la primera adaptació d'El Senyor dels Anells (1978) i va realitzar pel·lícules com Cool World.

## Biografia
Ralph Bakshi va néixer el 29 d'octubre de 1938 a Haifa, mandat britànic de Palestina, en una família jueva Krymchak. El 1939, la seva família va emigrar als Estats Units i ell va créixer al barri de Brownsville de Brooklyn. La família vivia en un apartament de lloguer baix, on Bakshi es va fascinar amb l'entorn urbà. De petit, li agradaven els còmics i sovint va buscar als contenidors d'escombraries per trobar-los.
Segons una entrevista l'any 2009, Ralph va dir que era molt pobre i que les parets del seu barri es repintaven constantment. Li agradava la sensació quan mirava per la finestra i veia el sol quan era un nen petit, i cada vegada que sortia al carrer, algú trencava les caixes de fusta, que estaven plenes de menjar, als carretons oberts. Ralph diu això a l'entrevista: "I els carros d'empenta eren de fusta, i la majoria dels edificis estaven fets de fusta antiga, que es remunten al canvi de segle, i es van tornar a pintar molt, però la pintura es va esvair, tu Coneixeu els cent anys de neu i pluja, pintats i esvaïts de nou". A Bakshi li encantaven els colors esvaïts, els claus, les caixes de fusta i construïa les seves pròpies joguines amb la fusta. Ralph recorda: "Vaig tenir una gran sensació amb la fusta, el ciment i els claus".
A la primavera de 1947, el pare i l'oncle de Bakshi van viatjar a Washington DC, a la recerca d'oportunitats de negoci, i aviat van traslladar la família al barri negre de Foggy Bottom. Bakshi recorda: "Tots els meus amics eren negres, tots els que vam fer negocis eren negres, l'escola de l'altre costat del carrer era negra. Estava segregada, així que tot era negre. Vaig anar a veure pel·lícules negres; les noies negres es van asseure a la meva falda. anava a festes negres. Jo era un altre nen negre al bloc. Cap problema!"
La segregació racial de les escoles locals va fer que l'escola blanca més propera es trobés a quilòmetres de distància; Bakshi va obtenir el permís de la seva mare per assistir a l'escola negra propera amb els seus amics. La majoria dels estudiants no van tenir cap problema amb la presència de Bakshi, però un professor va demanar consell al director, que va trucar a la policia. Tement que els blancs segregats s'alçarien si sabien que un estudiant blanc jueu, assistia a una escola negra, la policia va treure Bakshi de la seva aula. Mentrestant, el seu pare havia patit atacs d'ansietat. Al cap d'uns mesos, la família es va traslladar a Brownsville, on poques vegades parlaven d'aquests esdeveniments.
Als 15 anys, després de descobrir la Guia completa de dibuixos animats de Gene Byrnes a la biblioteca pública, Bakshi va començar a dibuixar dibuixos per documentar les seves experiències i crear obres d'art amb influència de fantasia. Va robar una còpia del llibre i va aprendre totes les lliçons que hi havia. Durant els seus anys d'adolescència, Bakshi es va dedicar a la boxa. Mentre assistia a Thomas Jefferson High School, es va interessar poc pels acadèmics, passant la major part del seu temps centrant-se en "amples, xerrar i fer gargots". Després de participar en una baralla de menjar i ser enxampat fumant, Bakshi va ser enviat a l'oficina del director. Creient que era poc probable que Bakshi prosperés a Thomas Jefferson, el director el va traslladar a l'Escola d'Art Industrial de Manhattan. A l'escola, va ser ensenyat pel dibuixant afroamericà Charles Allen. El juny de 1956, Bakshi es va graduar a l'escola amb un premi en dibuixos animats.
Va començar la seva carrera a l'estudi de dibuixos animats de televisió Terrytoons com a polidor de cels, va ser ascendit a animador i després director. Va passar a la divisió d'animació de Paramount Pictures el 1967 i va començar el seu propi estudi, Bakshi Productions, el 1968. A través del productor Steve Krantz, Bakshi va fer el seu primer llargmetratge, Fritz the Cat, estrenat el 1972. Es va basar en la tira còmica de Robert Crumb, va ser la primera pel·lícula d'animació que va rebre una qualificació X de la Motion Picture Association of America i és la pel·lícula d'animació independent amb més èxit de tots els temps.
Durant els següents 11 anys, Bakshi va dirigir set pel·lícules d'animació addicionals. És conegut per pel·lícules com Wizards (1977), El Senyor dels Anells (1978), American Pop (1981) i Fire and Ice (1983). El 1987, Bakshi va tornar al treball televisiu, produint la sèrie Mighty Mouse: The New Adventures, que va durar dos anys. Després d'un parèntesi de nou anys amb els llargmetratges, va dirigir Cool World (1992), que va ser reescrit en gran part durant la producció i va rebre crítiques pobres, per la qual cosa va ser el seu darrer llargmetratge de cinema. Bakshi va tornar a la televisió amb la pel·lícula d'acció en directe Cool and the Crazy (1994) i la sèrie d'antologia Spicy City (1997).
Durant la dècada de 2000, es va centrar principalment en les belles arts i la pintura, i el 2003, va cofundar la Bakshi School of Animation amb el seu fill Eddie i Jess Gorell. Bakshi ha rebut diversos premis pel seu treball, inclòs el Golden Gryphon de 1980 per El Senyor dels Anells al Festival de Cinema de Giffoni, el Premi Annie de 1988 per la seva contribució distingida a l'art de l'animació i el Premi Tribute Maverick de 2003 al Festival de Cinema de Cinequest. .

## Filmografia

### Pel·lícules
| Any  | Pel·lícula                      | Paper    | Paper     | Paper     | Paper |
| Any  | Pel·lícula                      | Director | Guionista | Productor |       |
| ---- | ------------------------------- | -------- | --------- | --------- | ----- |
| 1972 | Fritz the Cat                   | sí       | sí        | —         |       |
| 1973 | Heavy Traffic                   | sí       | sí        | —         |       |
| 1975 | Coonskin                        | sí       | sí        | —         |       |
| 1977 | Wizards                         | sí       | sí        | sí        |       |
| 1978 | El Senyor dels Anells           | sí       | —         | —         |       |
| 1981 | American Pop                    | sí       | —         | sí        |       |
| 1982 | Hey Good Lookin'                | sí       | sí        | sí        |       |
| 1983 | Tygra, foc i gel (Fire and Ice) | sí       | —         | sí        |       |
| 1992 | Cool World                      | sí       | —         | —         |       |